# Lüba vodica
Lüba vodica je izvir pritoka Andrenskega potoka v Andrenski dolini,
Izvir se nahaja na desnem bregu Andrenske doline tesno ob Andrenskem potoku, nedaleč stran od Rimskih gomil. Po ljudskem izročilu ta izvir nikoli ni presahnil, tudi pri največji suši ne. Izročilo pravi tudi, da naj bi bila v bližini izvira v preteklosti naselbina, ki naj bi jo uničil hud potres, in da od takrat v tem delu doline nihče več ni gradil hiše.